# Die glitzernden Garnelen
Die glitzernden Garnelen (Originaltitel: Les crevettes pailletées) ist eine französische Komödie von Maxime Govare und Cédric Le Gallo aus dem Jahr 2019 über eine schwule Wasserball-Mannschaft, die sich mit ihrem neuen Trainer auf die Gay Games in Kroatien vorbereitet.

## Handlung
Der Vize-Schwimmweltmeister Matthias Le Goff (Nicolas Gob) macht während eines TV-Interviews eine homophobe Aussage, die für große Empörung sorgt. Sein Verband beschließt daraufhin, dass Matthias fortan die schwule Wasserball-Mannschaft Die glitzernden Garnelen trainieren soll. Ziel ist es, die Gruppe für die Gay Games in Kroatien wettbewerbsfähig zu machen.
Rasch muss Matthias allerdings feststellen, dass es den Garnelen gar nicht so sehr um den Sieg geht, sondern in erster Linie darum, gemeinsam Spaß zu haben. Mit einem offenen Doppeldecker-Bus, verstärkt durch Fred (früher Fredo) der nach einer Geschlechtsangleichung wieder dabei die Transgender-Quote vertritt und dem schüchternen Neuling Vincent geht es von Paris auf Landstraßen via Bayern nach Kroatien.
Überdrehte Situationen wechseln mit Krisenmomenten, in denen sie alles hinschmeißen wollen, worauf auf der Höhe von Dachau ein emanzipatorischer Erinnerungs-Appell folgt. Jeder trägt sein Päckchen: Matthias’ persönlicher Erfolg hängt davon ab, kommt zugleich seiner entfremdeten Tochter wieder näher, die den Gemeinschaftsgeist der Männer schätzt. Jean will seine Krebserkrankung, wenn nicht überwinden, so doch für eine kurze Weile vergessen, Cédric braucht eine Auszeit von der gleichgeschlechtlichen Familienidylle mit Zwillingen, Vincent singt sich frei in einer Provinz-Kneipe, Joel tut sich schwer mit dem Älterwerden und Alleinsein, Alex schmerzt das leere Herz.
Die Jungs müssen anfangs gegen das Hardcore-Lesben-Team die „Wegräumer“ und beim Finale gegen die „Wikinger“ antreten. Wieder in Paris müssen sie Jean auf seinem letzten Weg begleiten und bereichern den Trauergottesdienst mit ihrer Showeinlage.

## Soundtrack
- Bonnie Tyler: Holding Out for a Hero
- Sabrina Salerno: Boys (Summertime Love)
- Eddy de Pretto: Kid

## Kritik

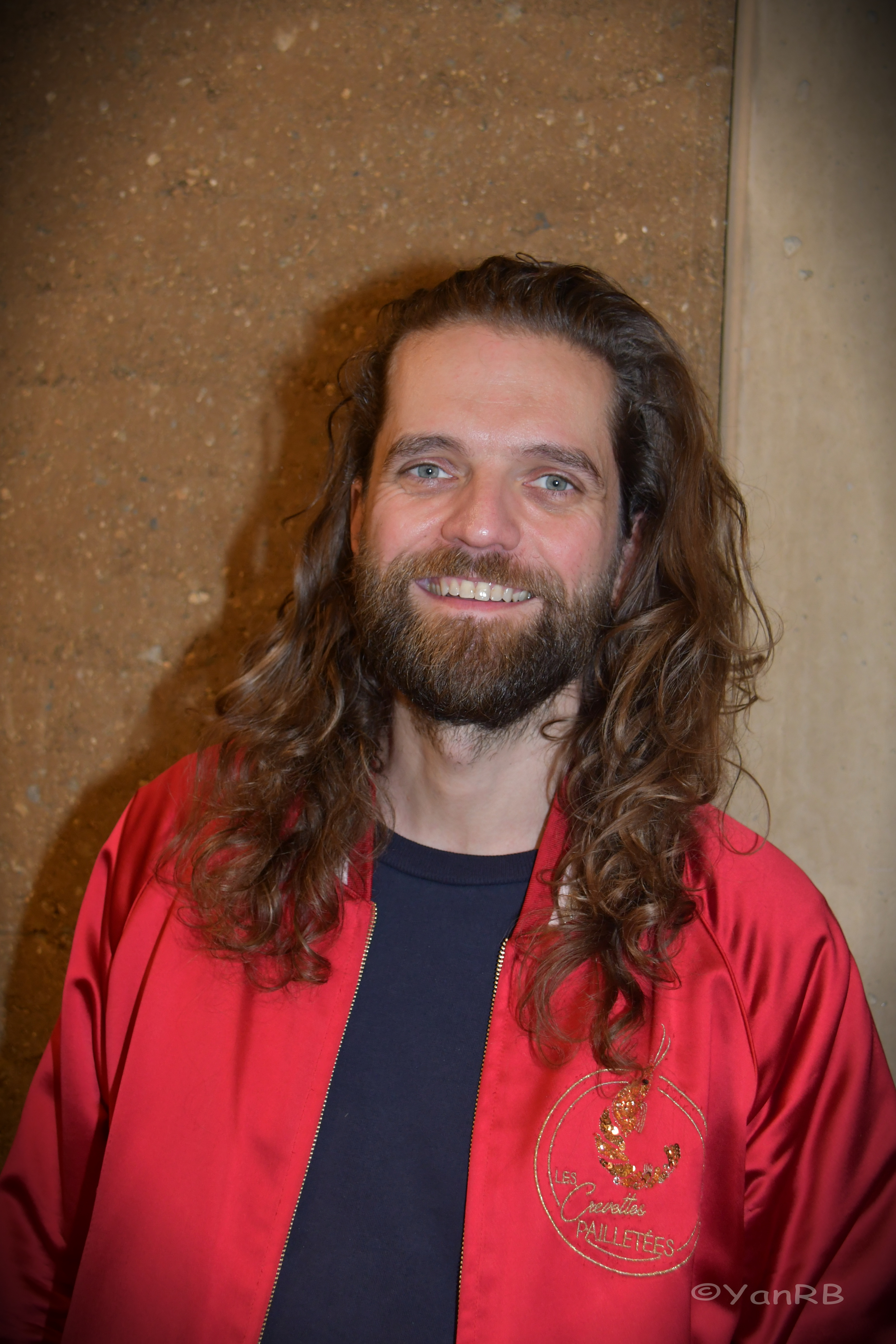
Regisseur Cédric Le Gallo

Nathalie Simon schreibt in Le Figaro, dass Maxime Govare und Cédric Le Gallo uns mit ihrer Komödie zum Lachen bringen und bewegen. Sie bezeichnet den Film als eine gut funktionierende Hymne auf Toleranz. In der französischen Ausgabe des Lifestyle-Magazins GQ verortet Alexandre Lazerges den Film zwischen der britischen Komödie Ganz oder gar nicht, dem italienischen Sportfilm Wasserball und Kommunismus und der queeren australischen Musical-Tragikomödie Priscilla – Königin der Wüste. Er bezeichnet den Film als lustig und rührend. „Der Film weiß nicht nur mit seiner Botschaft von Toleranz und Diversität zu überzeugen, sondern bringt sein Publikum gezielt ein ums andere Mal zum Lachen,“ heißt es auf Kino.de.

## Veröffentlichung
Der Film feierte am 19. Januar 2019 auf dem französischen Komödien-Filmfestival L’Alpe-d’Huez Film Festival seine Premiere. Am 8. Mai 2019 startete er in Frankreich in den Kinos. Die Deutschlandpremiere des Films fand am 26. August 2019 im Rahmen des queerfilmfestivals in Berlin und München statt.